# 2699 Kalinin
A 2699 Kalinin (ideiglenes jelöléssel 1976 YX) a Naprendszer kisbolygóövében található aszteroida. Ljudmila Ivanovna Csernih fedezte fel 1976. december 16-án.